# Jennifer Diane Reitz
Pour les articles homonymes, voir Reitz.
Jennifer Diane Reitz (née le 30 décembre 1959) est une écrivaine américaine, auteure de bandes dessinées en ligne et programmeuse informatique. Elle est aussi connue pour son site Happy Puppy, qu'elle a créé avec ses partenaires, Stephen P. Lepisto et Sandra Woodruff, et avec qui elle a créé le jeu vidéo Boppin. Reitz a également travaillé dans le domaine du jeu vidéo pour Interplay Entertainment.

## Biographie
En 1973, à l'âge de 13 ans, lors d'un "camping urbain" dans le jardin d'un ami dans la ville de Blackfoot, elle affirme avoir vu un OVNI "parfaitement triangulaire".
Le 14 février 1995, Reitz et ses collaborateurs ont lancé le site de jeu interactif Happy Puppy, où ils ont posté des démos de jeux. Pendant un certain temps, le site a été le site de jeu le plus visité sur l'Internet et avait environ 2,5 millions de téléchargements par mois en 1996, la même année Happy Puppy a été acquis par Attitude Network. Le site a été rendu hors ligne en 2006. Reitz a écrit des critiques de jeux et co-fondé une entreprise familiale, Accursed Toys,.
Reitz est aussi fondatrice du site Transsexuality (transsexual.org), un site avec des informations générales sur la transidentité qui hébergeait le test COGATI (Combined Gender Identity And Transsexuality Inventory). Reitz est aussi une femme trans qui a reçu une chirurgie de réattribution sexuelle. Elle est agnostique et accuse la religion d'être sans preuve et sans base[réf. nécessaire].

## Webcomics
- Unicorn Jelly[12]
- Pastel Defender Heliotrope[13]
- To Save Her
- Impossible Things Before Breakfast